# Kalices
Kalices is een bestuurslaag in het regentschap Kendal van de provincie Midden-Java, Indonesië. Kalices telt 1496 inwoners (volkstelling 2010).